# Giessübel
Giessübel ist ein Gemeindeteil der Kreisstadt Kronach im Landkreis Kronach (Oberfranken, Bayern).

## Geographie
Das Dorf liegt auf einer schmalen Anhöhe, die westlich in die Täler des Öfelsgrabens und des Föritzbächleins bzw. östlich in die Täler des Seelabachs und Paulusgrabens abfällt. Eine Gemeindeverbindungsstraße führt nach Seelach (1 km nordöstlich) bzw. nach Entmannsdorf zur Bundesstraße 303 (unmittelbar südlich). Eine weitere Gemeindeverbindungsstraße führt nach Rotschreuth (0,8 km nordwestlich).

## Geschichte
Gegen Ende des 18. Jahrhunderts gab es in Giessübel ein Anwesen. Das Hochgericht übte das Rittergut Schmölz-Theisenort in begrenztem Umfang aus. Es hatte ggf. an das bambergische Centamt Kronach auszuliefern. Das Rittergut Schmölz-Theisenort war gleichzeitig auch Grundherr über das Söldengut.
Mit dem Gemeindeedikt wurde Giessübel dem 1808 gebildeten Steuerdistrikt Neuses und der 1818 gebildeten Ruralgemeinde Gehülz zugewiesen. Giessübel war ursprünglich eine Einöde. 1975 wurde diese abgebrochen und an ihrer Stelle entstand eine Neubausiedlung gleichen Namens. Am 1. Mai 1978 wurde Giessübel im Zuge der Gebietsreform in Bayern in Kronach eingegliedert.

### Einwohnerentwicklung
| Jahr      | 001818 | 001861 | 001871 | 001885 | 001900 | 001925 | 001950 | 001961 | 001970 | 001987 |
| Einwohner | 10     | 7      | 5      | 12     | 8      | 3      | 6      | 4      | 0      | 52     |
| Häuser    | 1      |        |        | 1      | 1      | 1      | 1      | 1      |        | 16     |
| Quelle    | [ 5 ]  | [ 7 ]  | [ 8 ]  | [ 9 ]  | [ 10 ] | [ 11 ] | [ 12 ] | [ 13 ] | [ 14 ] | [ 1 ]  |

## Religion
Der Ort ist römisch-katholisch geprägt und war ursprünglich nach St. Johannes der Täufer (Kronach) gepfarrt. Seit der Gründung der Pfarrei St. Bonifatius (Gehülz) in der ersten Hälfte des 20. Jahrhunderts sind die Katholiken dorthin gepfarrt.